# Custos rotulorum del Northamptonshire
Quello che segue è un elenco delle persone che hanno prestato servizio come custodes rotulorum del Northamptonshire.
- Sir Edward Montagu prima del 1544–1557
- William Cecil, I barone Burghley prima del 1564 – dopo il 1584
- Thomas Cecil, I conte di Exeter prima del 1594–1623
- Francis Manners, VI conte di Rutland 1623–1625
- Francis Fane, I conte di Westmorland 1625–1629
- William Spencer, II barone Spencer 1629–1636
- Sir Christopher Hatton 1636–1646
- Interregnum
- Edward Montagu, II conte di Manchester 1660–1671
- James Compton, III conte di Northampton 1671–1681
- Christopher Hatton, I visconte Hatton 1681–1689
- Charles Mordaunt, I conte di Monmouth 1689
- Christopher Hatton, I visconte Hatton 1689–1706
- vacante
- George Brudenell, III conte di Cardigan 1711–1714
- Charles Mordaunt, III conte di Peterborough 1714–1715
- Thomas Fane, VI conte di Westmorland 1715–1735
- John Montagu, II duca di Montagu 1735–1749

La carica viene inglobata in quella di lord luogotenente del Northamptonshire.